# الیور داودن
الیور جیمز داودن (انگلیسی: Oliver Dowden؛ زادهٔ ۱ اوت ۱۹۷۸) سیاستمدار اهل بریتانیا است که به‌عنوان قائم‌مقام نخست‌وزیر بریتانیا در کابینه ریشی سوناک فعالیت می‌کرد. او که یکی از اعضای حزب محافظه‌کار است، او همچنین صدراعظم دوک نشین لنکستر و وزیر امور خارجه در دفتر کابینه است و از سال ۲۰۱۵ عضو پارلمان (MP) هرتسمر بوده‌است.
داودن از سال ۲۰۱۹ تا ۲۰۲۰ در دولت بوریس جانسون به عنوان وزیر دفتر کابینه و مدیر کل پرداخت و از سال ۲۰۲۰ تا ۲۰۲۱ وزیر امور خارجه در امور دیجیتال، فرهنگ، رسانه و ورزش بود. در ترمیم کابینه در سال ۲۰۲۱، وی به سمت‌های وزارت امور خارجه منتقل شد. رئیس مشترک حزب محافظه کار که در کنار بن الیوت خدمت می‌کند و وزیر بدون پورتفولیو بود. او در ژوئن ۲۰۲۲ از این نقش‌ها استعفا داد.
پس از مدتی در دولت موقت جانسون و نخست‌وزیری لیز تراس، او در اکتبر ۲۰۲۲ توسط نخست‌وزیر جدید ریشی سوناک به‌عنوان صدراعظم دوک نشین لنکستر دوباره در کابینه منصوب شد. او در فوریه ۲۰۲۳ در دفتر کابینه وزیر امور خارجه شد و پس از استعفای دومینیک راب، در آوریل همان سال به عنوان معاون نخست‌وزیر منصوب شد.